# 三宅エリナ
三宅 エリナ（みやけ エリナ、Elina Miyake Jackson、1992年1月26日 - ）は、カナダの女優。
2022年に出演したホラーオムニバス映画『クリーピー・ビッツ』のソウルサッカー編での演技が評価され、カルガリーインデペンデント映画祭にて主演女優賞にノミネートされる。近年公開のアクション映画『Fight Another Day』では、ジェームズ・ベルーシやマーティン・コーヴらと並び、主要キャストに抜擢される。

## 生い立ち
岡山県出身。9歳の頃に映画『ターミネーター2』を鑑賞中、アーノルド・シュワルツェネッガーに惹かれたことをきっかけに、高校卒業後、海外女優を志す。2012年、単身カナダに渡る。この時の英語もままならず、所持金は8万円だった。

## 出演

### 映画・テレビドラマ
- Creepy Bits（CBC、2021年〜現在） - リナ・ビショップ 役[7]
- Fight Another Day（公開日未定） - イシダサクラ 役[8]
- エイジ・オブ・サムライ: 天下統一への戦い（Netflix、2021年2月24日 - ） - 高台院ねね役

### バラエティ番組
- ミルンへカモン! なんしょん?（岡山放送、2023年11月7日）

### ラジオ番組
- 輝くおかやま夢ガール（RadioMOMO、2023年12月2日）
- Fresh Morning OKAYAMA（FM岡山、2024年1月11日放送予定）